# Космос-2066
Космос-2066 је један од преко 2400 совјетских вјештачких сателита лансираних у оквиру програма Космос.
Космос-2066 је лансиран са космодрома Плесецк, СССР, 6. априла 1990. Ракета-носач Космос је поставила сателит у орбиту око планете Земље. Маса сателита при лансирању је износила 45 килограма. Космос-2066 је био комуникациони сателит.